# 花巻温泉郷

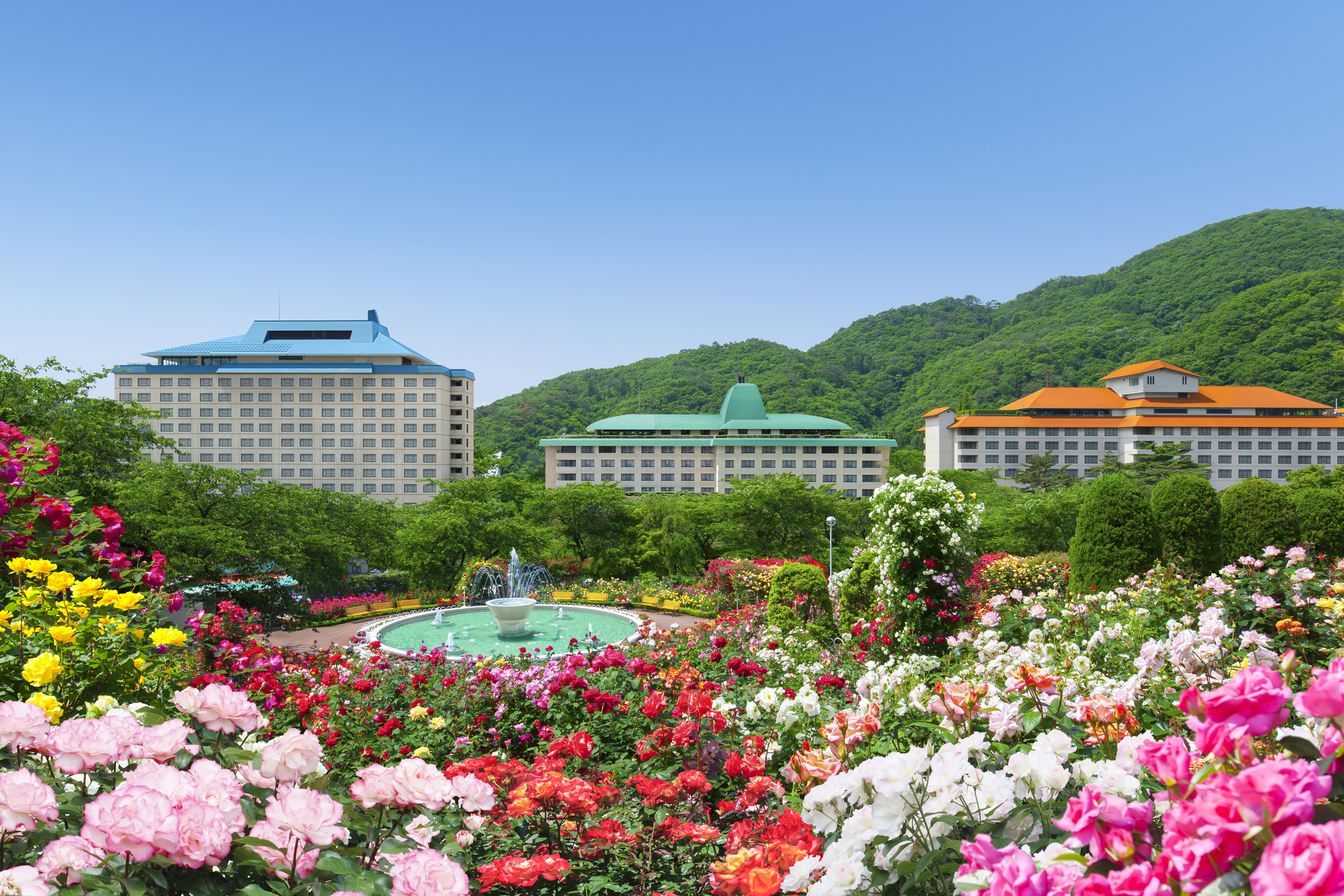
花巻温泉

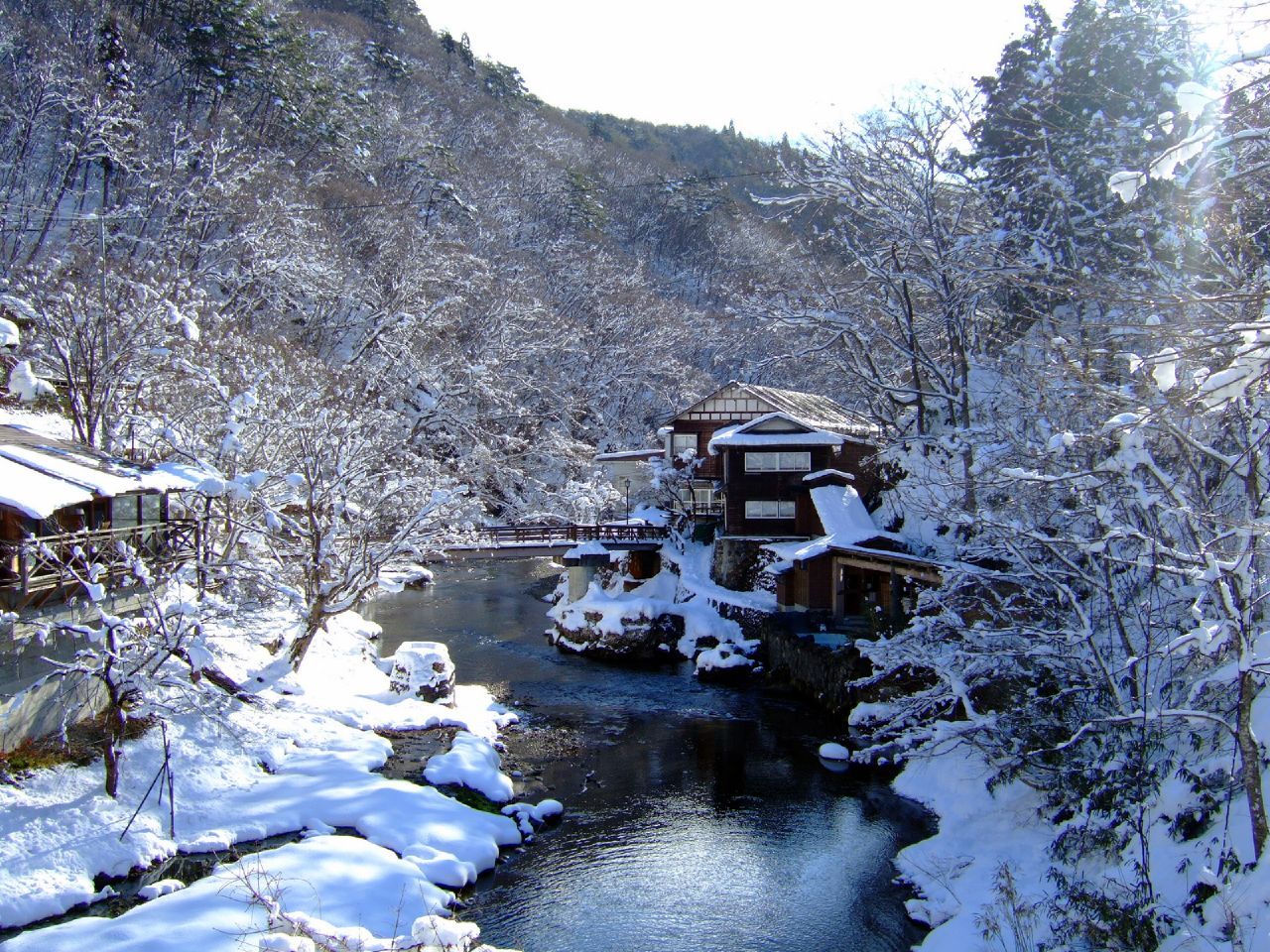
大沢温泉

花巻温泉郷（はなまきおんせんきょう）は、岩手県花巻市（旧国陸奥国、明治以降は陸中国）の西部に位置する温泉の総称（温泉郷）。台川と豊沢川沿いを中心に湧出する12の温泉群である。

## 概要
花巻温泉郷として紹介されている温泉は、花巻温泉、花巻北温泉、台温泉、金矢温泉、東和温泉、新鉛温泉、鉛温泉、山の神温泉、大沢温泉、渡り温泉、志戸平温泉、松倉温泉である。花巻12湯とも称される。一軒宿、湯治場、大型ホテルなど多様な宿が存在している。
このうち豊沢川上流の温泉群は花巻南温泉峡（はなまきみなみおんせんきょう）と呼ばれる場合もある。南花巻温泉峡と表記されることもあり、豊沢川沿いの峡谷にあるため、温泉郷ではなく「温泉峡」を名乗っている。温泉峡を名乗る温泉地は他にも湯田温泉峡が存在する。
かつて、東北本線花巻駅 - 花巻温泉、東北本線花巻駅 - 新鉛温泉を結んだ花巻電鉄が温泉へのアクセスとして存在した。
周辺は花巻温泉郷県立自然公園に指定されている。

## 郷内の温泉
- 花巻温泉
- 台温泉
- 花巻北温泉
- 金矢温泉
- 東和温泉

以下は花巻南温泉峡と称されることもある。
- 松倉温泉
- 志戸平温泉
- 渡り温泉
- 大沢温泉
- 山の神温泉
- 高倉山温泉（現存せず）
- 鉛温泉
- 新鉛温泉